# Amicus Productions
Pour les articles homonymes, voir Amicus.
Amicus Productions est une société de production cinématographique britannique surtout connue pour ses films d'horreur. Basée aux Studios Shepperton, en Angleterre, elle est fondée par le producteur et scénariste américain Milton Subotsky et par Max Rosenberg au début des années 1960.
Les premiers films d'Amicus sont des comédies musicales à petit budget scénarisées par Subotsky et destinées au marché des adolescents, comme It's Trad, Dad!, premier long-métrage de Richard Lester, et  Juke Box 65.
En 1965, Amicus lance Le Train des épouvantes, film réalisé par Freddie Francis et constitué d'une série de cinq histoires appartenant au genre fantastique.  Au cours des années qui suivent, Amicus reprendra cette formule du film d'épouvante à sketches, avec notamment Le Jardin des tortures et Histoires d'outre-tombe de Freddie Francis, La Maison qui tue de Peter Duffell, Asylum de Roy Ward Baker et Frissons d'outre-tombe de Kevin Connor.
Amicus touchera occasionnellement à d'autres genres comme l'espionnage (Le Coup du lapin de Seth Holt) ou le drame de mœurs (A Touch of Love de Waris Hussein). La firme termine sa course avec trois adaptations d'oeuvres d'Edgar Rice Burroughs : Le Sixième Continent, Centre terre, septième continent et Le Continent oublié, toutes réalisées par Kevin Connor.

## Filmographie
- 1962 : It's Trad, Dad! de Richard Lester
- 1963 : Juke-Box 65 (en) (Just for Fun) de Gordon Flemyng
- 1965 : Le Train des épouvantes (Dr. Terror's House of Horrors) de Freddie Francis
- 1965 : Le Crâne maléfique (The Skull) de Freddie Francis
- 1965 : Dr. Who et les Daleks (Dr. Who and the Daleks) de Gordon Flemyng
- 1966 : Poupées de cendre (The Psychopath) de Freddie Francis
- 1966 : Les Daleks envahissent la Terre (Daleks' Invasion Earth : 2150 A.D) de Gordon Flemyng
- 1967 : The Terrornauts de Montgomery Tully
- 1967 : Le Dard Mortel (en) (The Deadly Bees) de Freddie Francis
- 1967 : They Came from Beyond Space de Freddie Francis
- 1967 : Le Coup du lapin (Danger Route) de Seth Holt
- 1967 : Le Jardin des tortures (Torture Garden) de Freddie Francis
- 1969 : A Touch of Love de Waris Hussein
- 1970 : Lâchez les monstres (Scream and Scream Again) de Gordon Hessler
- 1970 : The Mind of Mr. Soames de Alan Cooke
- 1971 : La Maison qui tue (The House That Dripped Blood) de Peter Duffell
- 1971 : Je suis un monstre (I, Monster) de Stephen Weeks
- 1972 : Histoires d'outre-tombe (Tales from the Crypt) de Freddie Francis
- 1972 : What Became of Jack and Jill? de Bill Bain
- 1972 : Asylum de Roy Ward Baker
- 1973 : Frissons d'outre-tombe (From Beyond the Grave) de Kevin Connor
- 1973 : Le Caveau de la terreur (The Vault of Horror) de Roy Ward Baker
- 1973 : And Now the Screaming Starts! de Roy Ward Baker
- 1974 : Madhouse de Jim Clark
- 1974 : Le Mystère de la bête humaine (The Beast Must Die) de Paul Annett
- 1975 : Le Sixième Continent (The Land That Time Forgot) de Kevin Connor
- 1976 : Centre terre, septième continent (At the Earth's Core) de Kevin Connor
- 1977 : Le Continent oublié (The People That Time Forgot) de Kevin Connor

## Compléments